# Viraj Asanka
Viraj Vidanage Asanka (* 17. Mai 1987 in Mount Lavinia) ist ein sri-lankischer Fußballspieler.

## Karriere

### Verein
Er spielt in seiner Karriere als Torwart für die beiden Hauptstadtvereine Saunders SC und Renown SC aus Colombo.

### Nationalmannschaft
Zudem war er Mitglied der sri-lankischen A-Nationalmannschaft und nahm mit dieser am AFC Challenge Cup 2008 teil. Bei diesem Turnier trug er die Rückennummer 21. Auch beim AFC Challenge Cup 2010 gehörte er zur Auswahl Sri Lankas und bekam die Rückennummer 1 zugeteilt. In den Jahren 2007 bis 2011 absolvierte Asanka insgesamt zwölf Länderspiele.